# آنتونیو پوئرتا
 آنتونیو پوئرتا (انگلیسی: Antonio Puerta؛ ۲۶ نوامبر ۱۹۸۴ – ۲۸ اوت ۲۰۰۷) یک بازیکن فوتبال اهل اسپانیا بود.
وی همچنین در تیم ملی فوتبال اسپانیا بازی کرده است.
وی در زمین بازی در مقابل ختافه هنگام حمله به دروازه تیم مقابل مورد حمله قلبی قرار گرفت و دقایقی بعد درگذشت.

## افتخارات

### باشگاهی
سویا
- کوپا دل ری: ۰۷–۲۰۰۶
- سوپر جام فوتبال اسپانیا: ۲۰۰۷
- لیگ اروپا: ۰۶–۲۰۰۵، ۰۷–۲۰۰۶
- سوپر جام اروپا: ۲۰۰۶

### ملی
زیر ۲۳ سال اسپانیا
- بازی‌های مدیترانه: ۲۰۰۵